# 세헤스타드 전투
세헤스타드 전투는 덴마크와 스웨덴(당시 스웨덴 군에는 프로이센 - 러시아 연합군의 대대가 포함되어 있었다.)이 홀슈타인(Holstein)에 있는 세헤스타드에서 1813년 12월 10일 교전한 사건으로 제6차 대프랑스 동맹의 전투 중 하나이다.
덴마크 예비군단(Danish Auxiliary Corps)은 프랑스 측에 서서 싸우다가 라이프니치히에서 프랑스가 패퇴한 이후 1813년 12월 초순부터 발몽덴(Wallmoden) 장군이 지휘하는 연합군의 공세에 밀리기 시작했다. 그러나 헤센 공(Prince of Hessen)이 지휘하는 덴마크군은 세헤스타드에서 승리함에 따라 무사히 퇴로를 뚫을 수 있었다.
그러나 이 전투에서 승리했음에도 불구하고 전쟁의 흐름을 바꿀 수 없었고 결국 덴마크는 1814년 전쟁에서 패하고 만다.
덴마크군의 사상자는 550명이고, 연합군의 사상자는 총 2천명을 넘는다.

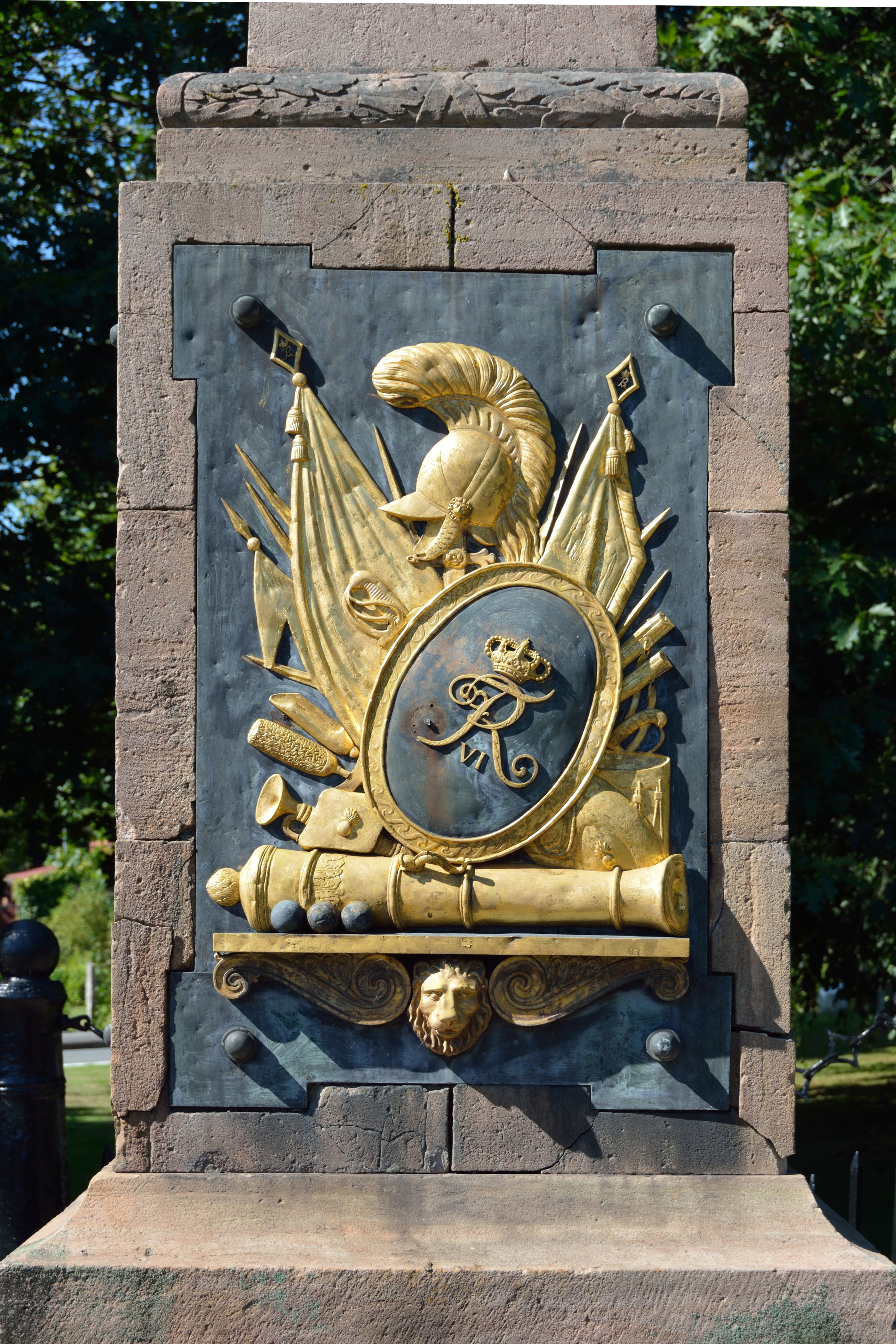
Denkmal in Sehestedt

## 같이 보기
- 나폴레옹 시대의 덴마크
- 킬 조약(Treaty of Kiel)